# Eotriceratops
Az Eotriceratops (nevének jelentése 'korai Triceratops ') a ceratopsia dinoszauruszok egyik neme, amely a késő kréta korban élt. A fosszíliáit a Horseshoe Canyon-formáció legfelső, 67,6 millió éves részén találták meg. A koponyája a beszámoló szerint körülbelül 3 méter hosszú. A teljes hosszát nagyjából 9 méterre becsülték.
Az Eotriceratops leírását Hsziao-csun Vu (Xiao-Chun Wu), Donald B. Brinkman, David A. Eberth és Dennis R. Braman készítette el 2007-ben, a típusfaja az E. xerinsularis.

## Anatómia

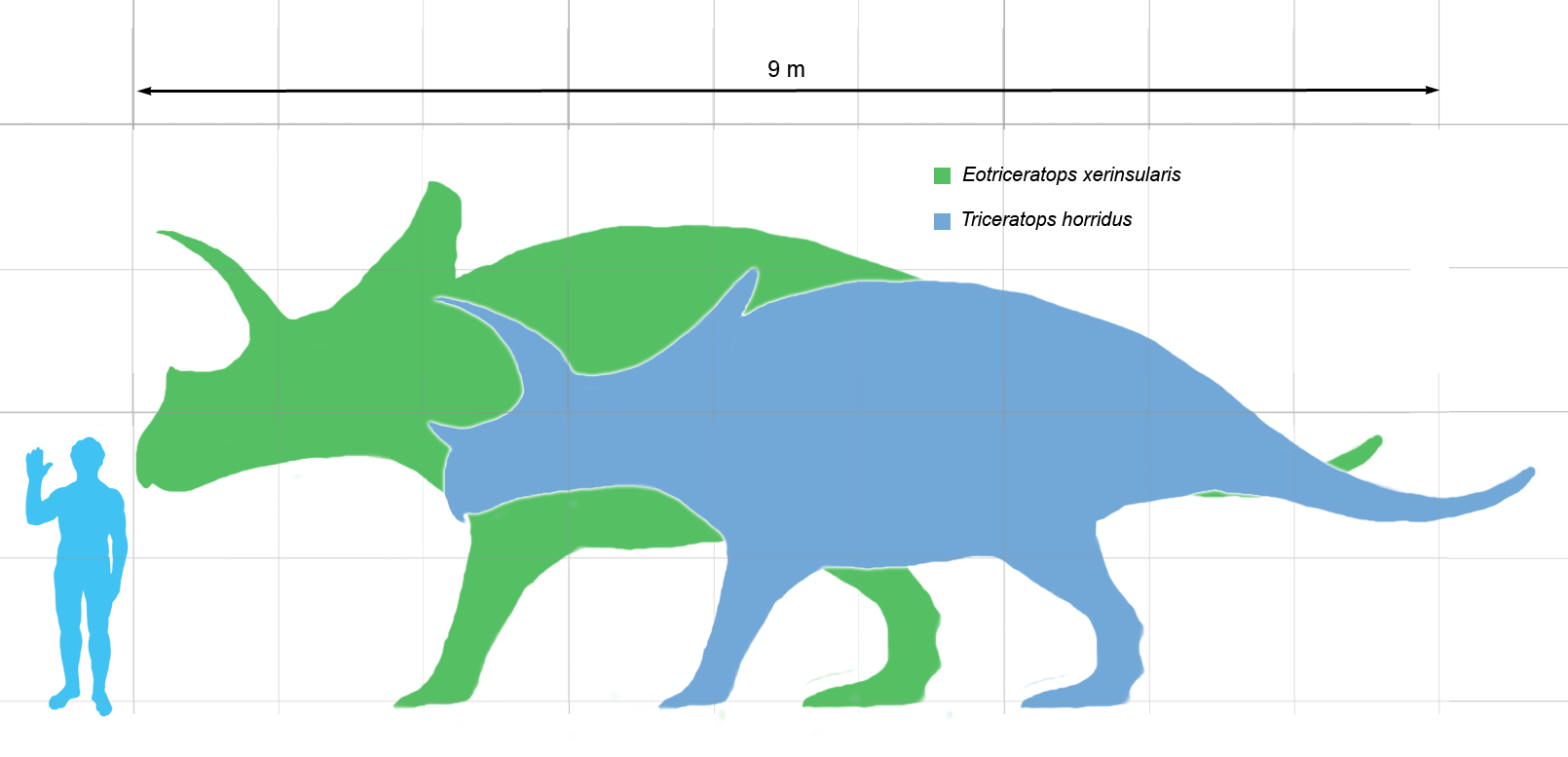
Az Eotriceratops (zöld) és a Triceratops (kék) becsült mérete az emberhez viszonyítva

Az Eotriceratops egyetlen hiányos csontváz alapján ismert, melyre széttagolva találtak rá a Dry Island Buffalo Jump Tartományi Park területén, a kanadai Alberta déli részén. A csontváza egy részleges koponya, a nyakfodor részeivel, a szemek feletti két nagy és az orr feletti kis szarvval, melyek hasonlítanak a rokonságába tartozó Triceratopséra. Számos nyak- és hátcsigolya, valamint borda is előkerült. Mivel a példányra gyengén beágyazódott palában találtak rá, a csontok közül több is összetört. Egyedi koponyacsontjai, például a szokatlanul hangsúlyos pofacsonti szarv és a rendkívüli módon meghosszabbodott, lapos és vékony, a Torosaurus utahensiséhez hasonló epoccipitalok (a nyakfodrot szegélyező és gyakran annak éléről kiálló csontok) miatt eltér a többi chasmosaurina ceratopsiától. A premaxilla és az orrcsont kapcsolódási pontjánál levő függőleges nyúlvány az Eotriceratops legegyedibb tulajdonsága, ami nem látható a rokon nemeknél; bár egyes Triceratops példányok szintén rendelkeznek ehhez hasonló kinövéssel, az nem ér el ilyen magasságot. A szemek feletti szarvak előrefelé hajlanak és körülbelül 80 centiméter hosszúak. A bal szem felett a szarv tövénél harapásnyomokat fedeztek fel.

## Fordítás
Ez a szócikk részben vagy egészben a Eotriceratops című angol Wikipédia-szócikk ezen változatának fordításán alapul.  Az eredeti cikk szerkesztőit annak laptörténete sorolja fel. Ez a jelzés csupán a megfogalmazás eredetét és a szerzői jogokat jelzi, nem szolgál a cikkben szereplő információk forrásmegjelöléseként.